# Prix Sandberg
Le Prix Sandberg est un prix pour les arts visuels, qui a été décerné annuellement entre 1985 et 2002 par l'Amsterdam Fund for the Arts,. Le prix est nommé d'après Willem Sandberg, un designer graphique et ancien directeur du Stedelijk Museum.
Depuis 2003 le prix Prix Sandberg est supprimé et est incorporé dans le Amsterdamprijs voor de Kunst.

## Vainqueurs
- 1985: Toon Verhoef
- 1986: Thom Puckey
- 1987: Stanley Brouwn
- 1988: René Daniëls
- 1989: Marlene Dumas[3]
- 1990: Kees Smits
- 1991: Adam Colton[4]
- 1992: Pieter Holstein
- 1993: Philip Akkerman
- 1994: Jos Kruit
- 1995: Moniek Toebosch
- 1996: Ritsaert ten Cate[5]
- 1997: Aernout Mik[6]
- 1998: Jan Roeland
- 1999: Rob Birza
- 2000: Job Koelewijn
- 2001: Helen Frik
- 2002: Roy Villevoye

## Source de la traduction
- (en) Cet article est partiellement ou en totalité issu de l’article de Wikipédia en anglais intitulé « Sandberg Prize (Netherlands) » (voir la liste des auteurs).